# Slavoniens museum
Slavoniens museum (kroatiska: Muzej Slavonije) eller Slavonska museet är ett museum i Osijek i Kroatien. Det inviges år 1877 i dåvarande österrikisk-ungerska Osijek och är stadens äldsta kulturinstitution samt ett av de äldsta och största allmänna museerna i Kroatien. I dess innehav finns cirka 300 000 föremål fördelade på 116 samlingar av historisk, etnologisk, teknisk, naturhistorisk och konstnärlig betydelse. Museet har därtill det största museibiblioteket i landet. Slavonska museets centrala utställningar är inrymda i en historisk byggnad, den forna Stadsmagistratens byggnad, som är belägen vid Heliga Treenighetens torg i den befästa stadsdelen Tvrđa.

## Historia
Slavonska museet inrättades den 17 februari 1877 och kallades ursprungligen "Fria och kungliga staden Osijeks museum". Museets ursprungliga innehav grundade sig på en numismatisk donation av handelsmannen Franjo Sedlaković. Utöver Sedlaković anses även andra framstående personligheter och samlare ha bidragit till museets tillkomst, i synnerhet Karlo Franjo Nuber som var grossist och den största donatorn av föremål åren 1883–1910 samt Vjekoslav Celestin som var kurator och museets långvarige chef. Dessa tre anses tillsammans vara museets grundare.
Från dess grundande år 1877 till år 1933 flyttade museet mellan olika lokaler och först år 1946 fick det en lokal för permanenta utställningar – den nuvarande byggnaden i Gamla stan. År 1947 bytte museet namn till Slavoniens museum och år 1994 fick det status som ett av Kroatiens nationalmuseer. Åren 2012–2017 ingick Osijeks arkeologiska museum i Slavonska museet men är sedan dess en fristående kulturinstitution.

## Avdelningar och samlingar
Museet har 11 avdelningar som är verksamma på två gatuadresser (Trg Svetog Trojstva 5–6 och Ulica Josipa Bösendorfera 2) i stadsdelen Tvrđa. De 11 museiavdelningarna är biblioteksavdelningen, dokumentations- och informationsavdelningen, etnografiska avdelningen, historiska avdelningen, numismatiska avdelningen, utbildning och främjandeavdelningen, vetenskapsavdelningen, avdelningen för gemenskapsfrågor och museitekniska tjänsten. Utöver museets driftavdelningar arbetar de övriga avdelningarna bland annat med att samla, bearbeta och katalogisera museets innehav. 
I de olika utställningarna visas bland annat geologiska fynd, förhistoriska, grekiska, illyriska och romerska föremål. En av utställningarna har det romerska Mursa som tema. Det antika Mursa låg platsen för vad som är idag är stadsdelen Nedre staden. I denna utställning visas statyer, gravstenar, arkitektoniska fragment och en myntsamling. Museet har även en utställning med rikt dekorerade folkdräkter.   